# Wilhelm Deffke
Wilhelm Deffke (* 23. April 1887 in Elberfeld, heute ein Stadtteil von Wuppertal; † 28. August 1950 in Woltersdorf; vollständiger Name: Wilhelm Friedrich Deffke) war ein deutscher Gebrauchsgrafiker und Werbekünstler.

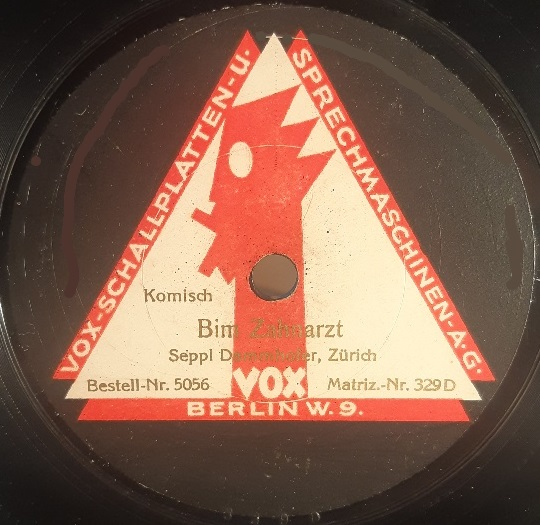
Signet der Vox-Schallplatten- und Sprechmaschinen-AG, hier Seppl Dammhofer (1923)

Plakat für Manoli (1929)

## Leben
Wilhelm Deffke besuchte nach einer zeichnerischen Ausbildung an der Handwerker- und Kunstgewerbeschule Elberfeld von 1904 bis Anfang 1907 die Fachklasse für Buchgestaltung, die der niederländische Kunstbuchbinder J. A. Loeber leitete. Es folgten Studienaufenthalte in den Niederlanden bei Jan Thorn Prikker, Jan Toorop und Chris Lebeau.
Von 1909 bis 1910 war Deffke künstlerischer Mitarbeiter für Grafik, figurale Komposition und Architektur im Atelier von Peter Behrens tätig. Hier lernte er Walter Gropius und Ludwig Mies van der Rohe kennen. Danach unterrichtete Deffke von 1910 bis 1912 die Fächer Buchgewerbe und Batik an der Berliner Schule Reimann, wo er die Bekanntschaft mit Julius Klinger machte. Von 1913 bis 1914 waren Wilhelm Deffke und Carl Ernst Hinkefuß in der Berliner Firma Otto Elsner beschäftigt. Hier entwarfen sie auch Druckunterlagen für den HAPAG-Schnelldampfer Imperator.
Während des Ersten Weltkriegs gründete Deffke im Jahr 1916 gemeinsam mit Hinkefuß in Berlin das Werbeatelier Wilhelmwerk – Pflegestätte Deutscher Werkkunst. 1918 veröffentlichten Deffke und Hinkefuß das programmatische Werk Handelsmarken und Fabrikzeichen, in dem sie die Werbewirksamkeit des Warenzeichens betonten. Ende 1919 beendete Wilhelm Deffke die Ateliergemeinschaft mit Hinkefuß, um ein eigenes Atelier für Werbegrafik und Architektur aufzubauen, das er bis 1925 betrieb. 1923 Heirat mit Grete Nickel, 1924 Geburt der Tochter Traute. Zum Ende 1924 wurde Deffke auf Empfehlung des Magdeburger Stadtbaurats Bruno Taut zum Leiter der Ausstellung Der Zucker berufen. Am 16. Oktober 1925 übernahm Wilhelm Deffke die Direktion der Kunstgewerbe- und Handwerkerschule Magdeburg. In dieser Zeit war er auch für das künstlerische Erscheinungsbild der Deutschen Theaterausstellung 1927 im Magdeburger Rotehornpark verantwortlich, für die Karl Schulpig das Plakat entworfen hatte. Ebenfalls im Jahr 1927 wurde Wilhelm Deffke zum Professor ernannt. Nach der Machtübernahme trat er zum 1. Mai 1933 der NSDAP bei (Mitgliedsnummer 2.849.180). Dennoch folgte 1934 seine Entlassung als Direktor der Kunstgewerbeschule. Im gleichen Jahr zog er mit seiner Familie nach Schönblick und eröffnete in Wilhelmshagen ein eigenes Atelier. Er entwarf u. a. Ausstellungsplakate und nahm in der Sowjetischen Besatzungszone an Ausstellungen teil.
Nach dem Zweiten Weltkrieg wurde er 1946 erneut Direktor der Kunstgewerbeschule, die er bis 1950 leitete. Am 18. März 1950 zeichnete ihn Ernst Reuter mit dem Kunstpreis der Stadt Berlin aus. Deffke entwickelte umfangreiche Corporate-Design-Konzepte für Firmen wie Reemtsma (Zigaretten, 1919–23), Rückforth (Lebensmittel, Kosmetik, 1922–24) und Tesma (Tabakwaren, 1922–24). Deffke sah das Logo als Grundlage für alle geschäftlichen Werbemedien. Er gestaltete bis 1950 über 10.000 Firmen- und Produktlogos, die sich durch eine funktionale und abstrakte Formensprache auszeichneten. Der US-amerikanische Designkritiker und Publizist Steven Heller bezeichnete ihn als Father of Modern Logo.
Den Nachlass von Wilhelm Deffke (darunter 4.000 im März/April 1945 verfilmte Logoentwürfe) verwaltet die Bröhan Design Foundation (BDF), eine gemeinnützige Stiftung mit dem Geschäftssitz in Berlin.

## Weitere Museen und öffentliche Sammlungen mit Werken Deffkes (unvollständig)
- Berlin: Kunstbibliothek – Staatliche Museen zu Berlin[7]
- Berlin: Deutsches Historisches Museum
- Hamburg: Museum für Kunst und Gewerbe

## Postume Ausstellungen (unvollständig)

### Personalausstellung
- 2013: Museum Folkwang, Essen: Corporate Design: Der Logopionier Wilhelm Deffke (1887–1950). In Zusammenarbeit mit der Bröhan Design Foundation, Berlin.

### Beteiligung an Ausstellungen
- 1979: Berlin, Altes Museum („Weggefährden – Zeitgenossen. Bildende Kunst aus 3 Jahrzehnten “)
- 1984: Berlin, Altes Museum („Alltag und Epoche“)